# Javůrek, Brno-venkov
Javůrek là một làng thuộc huyện Brno-venkov, vùng Jihomoravský, Cộng hòa Séc.